# Double Door (sala de conciertos)
Double Door es una sala de conciertos de Chicago, ubicada en la Avenida Milwaukee en el barrio de Wicker Park. La sala fue abierta el 12 de junio de 1994 y es propiedad de Sean Mulroney y Joe Shanahan. El concierto inaugural tuvo como protagonista a Lloyd Cole seguido a los pocos días de Smashing Pumpkins que actuaron bajo el nombre de Starchildren. El local tiene capacidad para 473 espectadores y dispone de dos plantas.
Desde su apertura numerosas bandas de renombre han actuado en el Double Door. Desde artistas locales como Emilie Autumn, The Smashing Pumpkins, Local H, Chevelle, Veruca Salt, Wilco, Liz Phair, Liquid Soul, Rise Against, Cheap Trick, Andrew Bird y Chance The Rapper, hasta grandes estrellas internacionales como The Rolling Stones, The Killers, Of Monsters and Men, Cypress Hill, John Legend, Kings of Leon, Kanye West, Sonic Youth, Ray LaMontagne, Har Mar Superstar y FIDLAR. Double Door también acoge grabaciones de espectáculos para televisión, películas y eventos y presentaciones de grandes compañías como ASCAP, Maverick Records, MTV, VH1, Nike, Billboard, Starbucks o Rolling Stone.
Parte de la película Alta fidelidad de Stephen Frears fue grabada en Double Door. En mayo de 2000, la banda The Steepwater Band grabó su álbum en directo Live at the Double Door, publicado unos meses más tarde.
En 2005, el club estuvo a punto de cerrar debido a desacuerdos con el alquiler del edificio, el propietario del mismo, Brian Strauss, quien finalmente cedió en sus pretensiones y renovó el contrato con la sala.
En 2013, el bar del sótano del Double Door fue reabierto bajo el nombre de Door No. 3, con un renovado estilo enfocado en la realización de eventos especiales y la promoción de jóvenes DJs.